# TuralTuranX
TuralTuranX ist ein aserbaidschanisches Musikduo bestehend aus den Zwillingsbrüdern Tural Bağmanovlar und Turan Bağmanovlar (* 30. Oktober 2000 in Zaqatala, Aserbaidschan). Sie vertraten Aserbaidschan beim Eurovision Song Contest 2023 in Liverpool mit ihrem Popsong Tell Me More.

## Geschichte
Tural und Turan Bağmanov stammen aus Zaqatala im Nordwesten Aserbaidschans. In der Schule sahen sie zum ersten Mal ein Klavier und waren davon so fasziniert, dass sie oft heimlich Lieder übten. Daraufhin kaufte ihnen ihr Vater einen gebrauchten Synthesizer. Später lernten sie auch noch Gitarre zu spielen. TuralTuranX traten zunächst in Schulen und bei einigen Veranstaltungen auf. Nach dem Tod ihres Vaters hörten sie jedoch vorübergehend mit der Musik auf.
Tural Bağmanov zog später in die Hauptstadt Baku und gründete gemeinsam mit einem Freund die Band TheRedJungle, mit der auch Turan gemeinsam auftrat. Die Brüder traten auch als Straßenmusiker auf.
Am 2. Februar 2023 wurde bekanntgegeben, dass sich TuralTuranX unter den letzten fünf Kandidaten der internen Auswahl Aserbaidschans für den Eurovision Song Contest 2023 befinden. Am 9. März wurden sie schließlich als aserbaidschanische Vertreter für den Eurovision Song Contest präsentiert. Nach ihrer Teilnahme im ersten Halbfinale am 9. Mai mit ihrem Song Tell Me More konnten sie sich jedoch nicht für das Finale qualifizieren.

## Diskografie
Singles
- 2023: Tell Me More
- 2023: Dağlar
- 2024: Reasons to Get High